# Agrahara, Malur
Agrahara là một làng thuộc tehsil Malur, huyện Kolar, bang Karnataka, Ấn Độ.